# Stadion Borg El Arab
Stadion Borg El Arab – wielofunkcyjny stadion sportowy w Egipcie położony 15 km od centrum Aleksandrii oraz 10 km od portu lotniczego Borg El Arab. Jego pojemność wynosi 86 000 widzów, co czyni go największym stadionem w Egipcie i jednym z największych w Afryce. Został zaprojektowany jako część egipskiej kandydatury do organizacji Mistrzostw Świata 2010. Otwarcie obiektu nastąpiło w 2006 roku. Na stadionie rozegrano mecz otwarcia piłkarskich Mistrzostw Świata U-20 2009.